# Stockholm halvmarathon
Stockholm halvmarathon, (officiellt Ramboll Stockholm Halvmarathon) är ett årligt halvmaratonlopp genom Stockholms centrala delar som arrangeras av Marathongruppen med friidrottsklubbarna Hässelby SK, Spårvägens FK och Turebergs FK. Efter att Stockholmsloppet lagts ner som halvmaratonlopp arrangerades Sankt Eriksloppet första gången 2001 men bytte 2007 namn till Stockholm Halvmarathon. Start och målgång sker på Norrbro framför Stockholms slott och Riksdagshuset.
Inför Stockholm halvmarathon 2013 var 17 163 deltagare anmälda vilket är rekord för arrangemanget.

## Vinnare
| År   | Vinnare Herrar          | Land        | Tid     | Vinnare Damer             | Land     | Tid     |
| ---- | ----------------------- | ----------- | ------- | ------------------------- | -------- | ------- |
| 2001 | Alfred Shemweta         | Sverige     | 1.04.29 | Lena Gavelin              | Sverige  | 1.13.09 |
| 2002 | Augustus Mbusya         | Kenya       | 1.05.01 | Marie Söderström-Lundberg | Sverige  | 1.13.54 |
| 2003 | Robin McRae             | Nya Zeeland | 1.08.39 | Jennie Åkerberg           | Sverige  | 1.19.15 |
| 2004 | Said Regragui           | Sverige     | 1.05.19 | Lena Gavelin              | Sverige  | 1.13.45 |
| 2005 | Marek Poszepczynski     | Sverige     | 1.07.07 | Anneli Fransson           | Sverige  | 1.17.01 |
| 2006 | Erik Sjöqvist           | Sverige     | 1.06.24 | Anna Rahm                 | Sverige  | 1.15.26 |
| 2007 | Steve Mcintyre          | Kanada      | 1.08.38 | Isabellah Andersson       | Sverige  | 1.14.51 |
| 2008 | Henrik Skoog            | Sverige     | 1.04.36 | Anna Rahm                 | Sverige  | 1.13.51 |
| 2009 | Daniel Woldu            | Sverige     | 1.06.54 | Isabellah Andersson       | Sverige  | 1.11.35 |
| 2010 | Erik Petersson          | Sverige     | 1.06.07 | Isabellah Andersson       | Sverige  | 1.11.52 |
| 2011 | Adil Bouafif            | Sverige     | 1.04.41 | Isabellah Andersson       | Sverige  | 1.11.07 |
| 2012 | Haben Iris              | Sverige     | 1.05.57 | Isabellah Andersson       | Sverige  | 1.14.48 |
| 2013 | Haben Iris              | Sverige     | 1.06.28 | Isabellah Andersson       | Sverige  | 1.11.31 |
| 2014 | Ababa Lama              | Sverige     | 1.04.47 | Lena Eliasson             | Sverige  | 1.15.18 |
| 2015 | David Nilsson           | Sverige     | 1.10.41 | Isabellah Andersson       | Sverige  | 1.17.20 |
| 2016 | Mustafa Mohamed         | Sverige     | 1.04.51 | Roman Mengistu            | Etiopien | 1.16.03 |
| 2017 | David Nilsson           | Sverige     | 1.06.54 | Camilla Richardsson       | Finland  | 1.15.34 |
| 2018 | Adhanom Abraha          | Sverige     | 1.04.13 | Hanna Lindholm            | Sverige  | 1.15.43 |
| 2019 | Mustafa Mohamed         | Sverige     | 1.03.44 | Johanna Eriksson          | Sverige  | 1.15.51 |
| 2021 | Olle Walleräng          | Sverige     | 1.06.06 | Sara Trané                | Sverige  | 1.20.13 |
| 2022 | Mohammadreza Abootorabi | Sverige     | 1.05.41 | Hanna Lindholm            | Sverige  | 1.14.26 |
| 2023 | Diego Estrada           | USA         | 1.03.03 | Lovisa Kissa              | Uganda   | 1.16.33 |
| 2024 | Ebba Tulu Chala         | Sverige     | 1.04.08 | Carolina Wikström         | Sverige  | 1.14.36 |